# 蘇泰什蒂鄉
44°40′29″N 24°11′57″E / 44.6746°N 24.1992°E
蘇泰什蒂鄉（羅馬尼亞語：Comuna Sutești, Vâlcea），是羅馬尼亞的鄉份，位於該國西南部，由沃爾恰縣負責管轄，面積25平方公里，海拔高度170米，2002年人口2,211，人口密度每平方公里89人。